# Симамото
Симамото (яп. 島本町 Симамото-тё:) — посёлок в Японии, находящийся в уезде Мисима префектуры Осака. Площадь посёлка составляет 16,78 км², население — 30 070 человек (1 августа 2014), плотность населения — 1792,01 чел./км².

## Географическое положение
Посёлок расположен на острове Хонсю в префектуре Осака региона Кансай. С ним граничат города Такацуки, Хираката, Киото, Нагаокакё и посёлок Оямадзаки.

## Население
Население посёлка составляет 30 070 человек (1 августа 2014), а плотность — 1792,01 чел./км². Изменение численности населения с 1980 по 2005 годы:
| 1980 | 24 663 чел. |  |
| 1985 | 29 549 чел. |  |
| 1990 | 29 971 чел. |  |
| 1995 | 30 339 чел. |  |
| 2000 | 30 125 чел. |  |
| 2005 | 29 052 чел. |  |

## Символика
Деревом посёлка считается камфорное дерево, цветком — керрия.